# Роман, Жан-Батист
Жан-Батист Роман (фр. Jean-Baptiste Roman; 31 октября 1792, Париж — 13 февраля 1835, Париж) — французский скульптор.

## Биография
Родился в 1792 году в Париже. Ученик Пьера Картелье. В 1812 году, в возрасте примерно двадцати лет, получил Римскую премию второй степени, а в 1816 году — первой. В 1822 году снова участвовал в конкурсе на соискание Римской премии, однако в тот год премия в области скульптуры в итоге не была присуждена никому по причине «слабости представленных работ». В том же году создал гипсовую скульптуру Ниса и Эвриала, изображающую двух древнеримских влюблённых, персонажей «Энеиды» Вергилия. Позже скульптор выполнил мраморную версию этой скульптуры, которую представил публике на Парижском салоне в 1827 году.
Во второй половине 1820-х годов Жан-Батист Роман, совместно с Луи Петито, выполнил мраморные скульптуры и барельефы для мавзолея эмигрантов-роялистов, погибших на Кибероне. Сегодня этот величественный мавзолей находится на территории частного владения. Примерно в те же годы Жан-Батист Роман выполнил бюст художника Жироде-Триозона. В 1827 году скульптор стал кавалером ордена Почётного легиона.
В 1831 году недавно пришедший к власти король Луи-Филипп заказал ведущим французским скульпторам три мраморные статуи, которые должны были изображать героев древности, прославившихся своим гражданским мужеством, стойкостью и патриотизмом. Жан-Пьер Корто получил заказ исполнить статую гонца из Марафона, Давид д’Анже — Филопемена, и, наконец, Жан-Батист Роман — Катона Утического. Все эти статуи были представлены публике на Парижском салоне 1834 года. Тем не менее статуя Катона к тому времени была не вполне закончена (и даже неясно, была ли действительно выставлена). В 1835 году Жан-Батист Роман скончался, не успев закончить статую. После этого завершить статую было поручено Франсуа Рюду, который довёл эту работу до конца только в 1840 году. Первая из трёх статуй этой «серии», «Гонец из Марафона» работы Корто, в дальнейшем находилась в Тюильри, две другие находятся в Лувре.
Жан-Батист Роман был похоронен в Париже на кладбище Пер-Лашез. В статусе действительного члена Академии изящных искусств по отделению скульптуры Ж.-Б. Романа сменил Луи Петито, его давний соавтор.

## Галерея

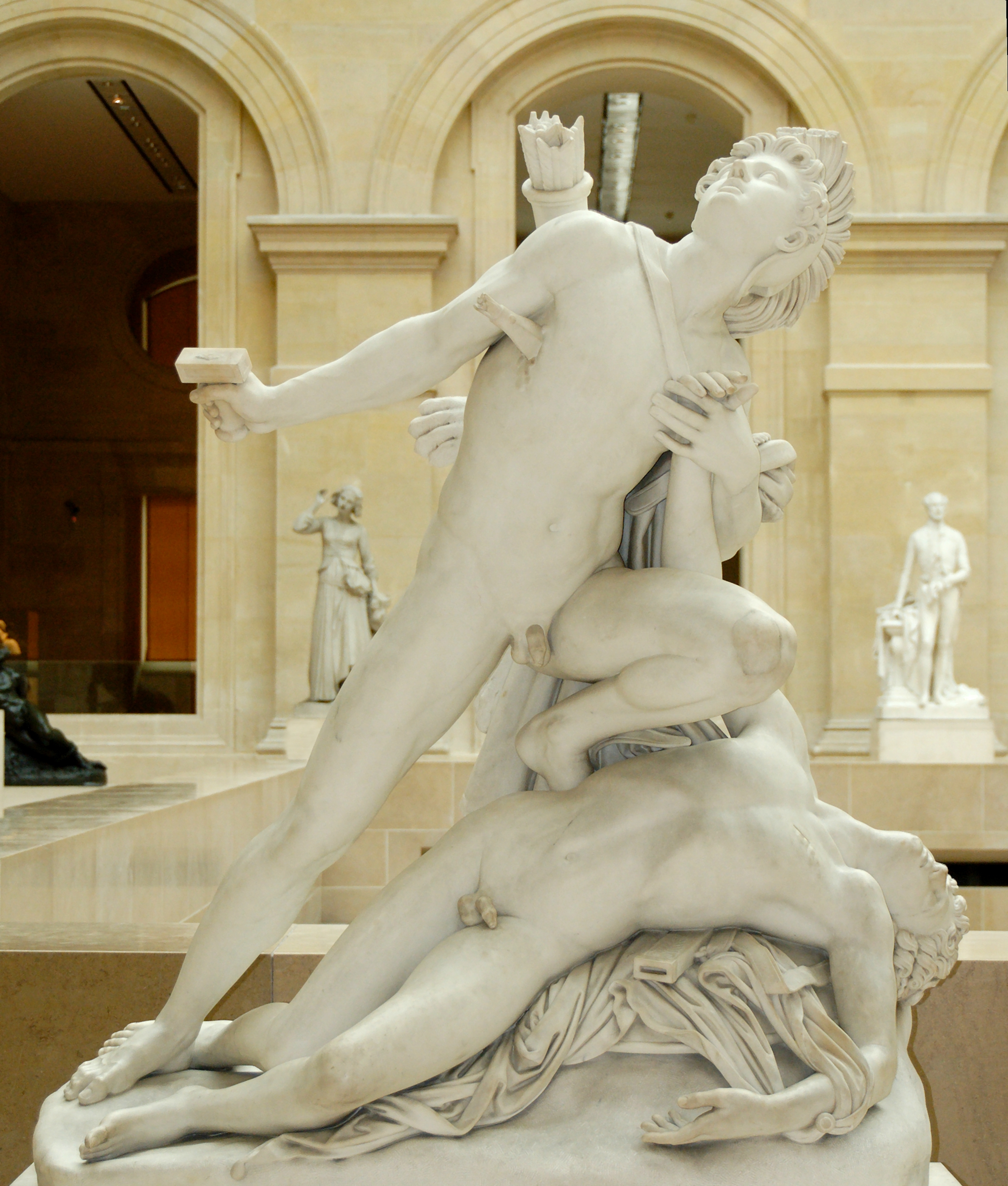
Нис и Эвриал. Лувр.
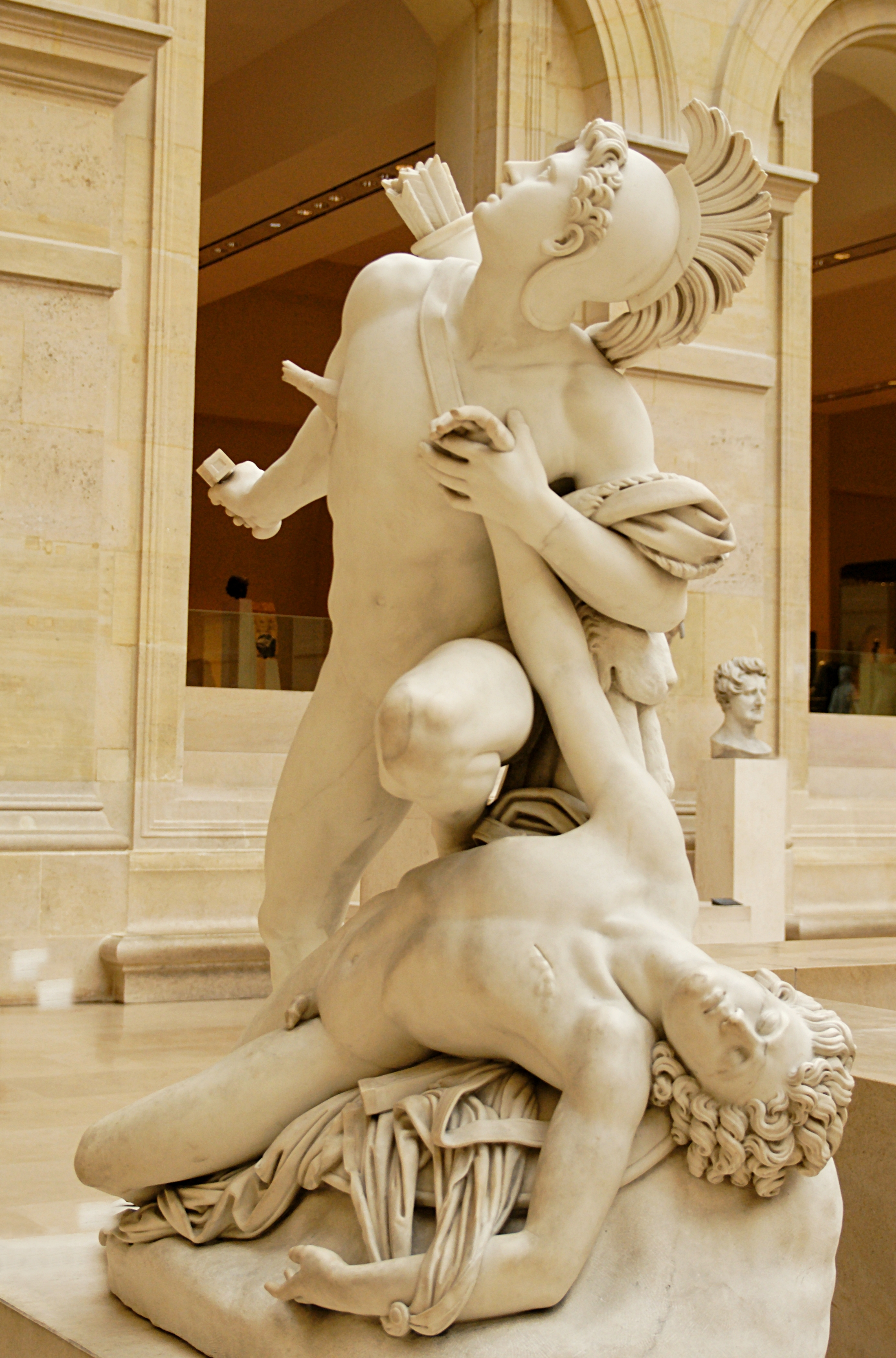
Та же статуя, вид с другого ракурса.
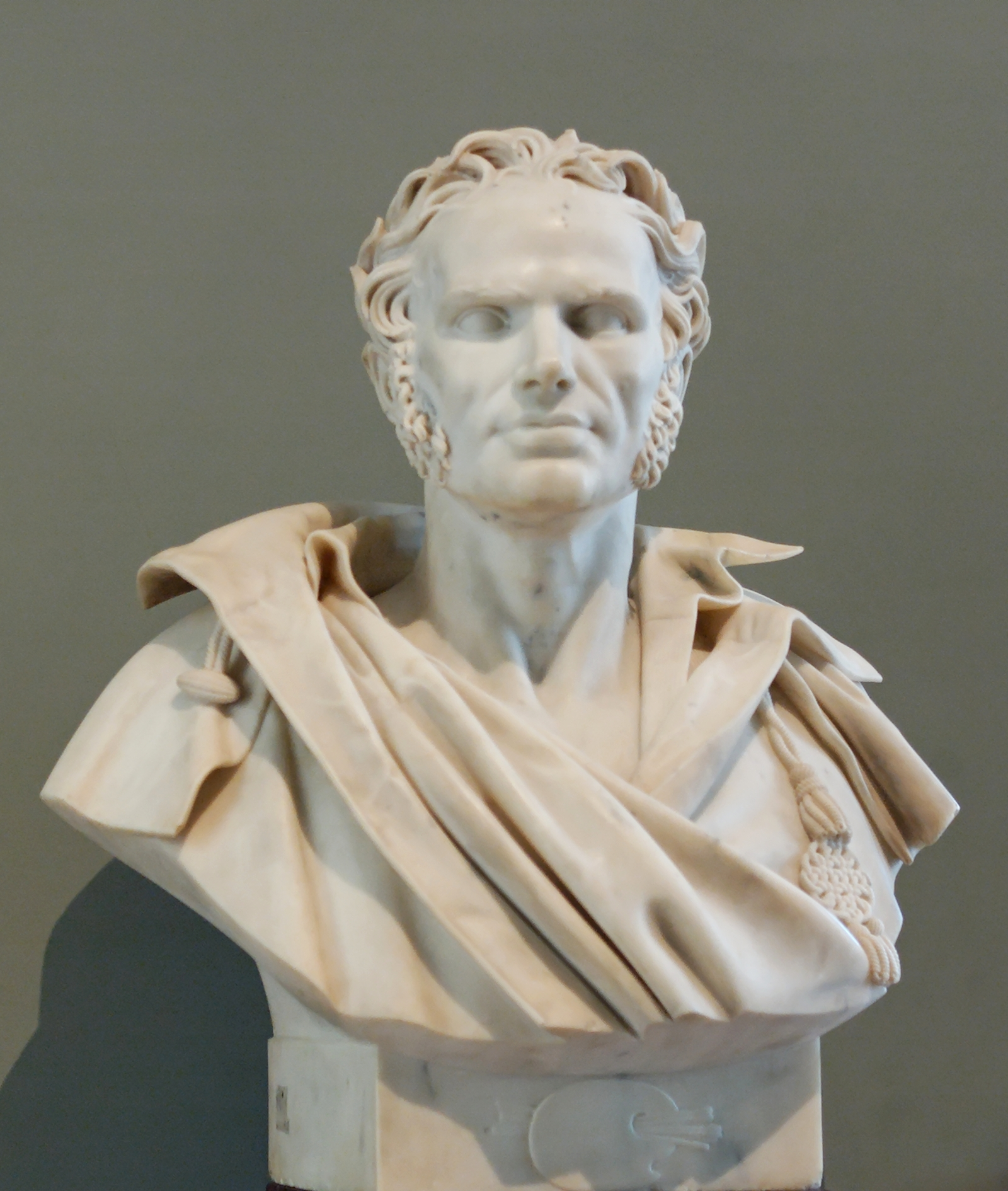
Бюст художника Жироде-Триозона, Лувр.
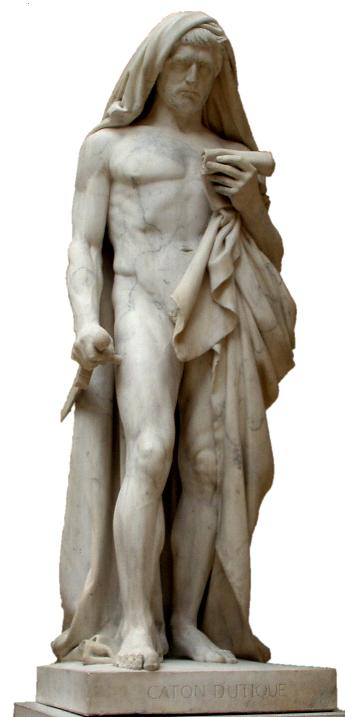
Катон Утический. Лувр.